# Nuova Russia (regione storica)
Nuova Russia (in russo Новоро́ссия?, in ucraino Hоворосія?; Novorossija) è un termine storico che denota l'area a nord del Mar Nero che fu conquistata dall'Impero russo alla fine del XVIII secolo. La regione includeva la parte meridionale della Zaporižžja e la costa settentrionale del Mar Nero che precedentemente era stata controllata per secoli dal Khanato di Crimea. Amministrativamente le nuove terre incorporate presero per un breve periodo il nome di Governatorato della Nuova Russia, con Novorossijsk (l'attuale città ucraina di Dnipro, da non confondere con l'attuale Novorossijsk, nella Federazione Russa) come capoluogo.

## Storia
L'area era stata oggetto di incursioni da parte di popolazioni nomadi sin dal XII secolo. Durante le guerre russo-turche, le maggiori fortezze turche di Ozu-Cale, Akkerman, Khadzhibei, Kinburn e molte altre vennero conquistate e distrutte. Nuove città e insediamenti vennero fondati al loro posto. Intorno al XVII secolo la regione era conosciuta come "Lande selvagge" o "Lande devastate", per la condizione in cui erano ridotte le attività umane dopo secoli di guerra.
La sua parte occidentale (tra i fiumi Dnestr e Dnepr) era conosciuta come Dykra nel Granducato di Lituania e successivamente come la provincia di Yedisan, regione autonoma dell'Impero ottomano, ed era prevalentemente abitata da Tatari dell'Orda Nogai, che si era spostata in quest'area durante la conquista dell'Orda d'Oro.
L'Impero russo prese gradualmente il controllo sull'area grazie ad accordi, come quello di Perejaslav, e trattati di pace a seguito di diverse guerre con l'Etmanato cosacco e l'Impero ottomano. La regione cambiò volto nel XIX secolo a causa dell'intensa immigrazione di Russi, che in pochi anni fondarono città, villaggi e colonie agricole in Nuova Russia. La regione, a causa della sua scarsa popolazione, fu anche al centro di una delle prime iniziative della Russia zarista volte a consentire l'emigrazione della popolazione ebraica dalla "zona di residenza". Il tentativo non ebbe particolare successo, in quanto la popolazione a cui veniva offerta questa possibilità era stata dedita per secoli al piccolo commercio e all'amministrazione di proprietà, e non riuscì ad adattarsi al contesto agricolo di frontiera della Novorossija con le pochissime risorse a disposizione.
Il termine è stato ripreso nel 2014 da parte dei secessionisti dell'Ucraina del sud-est, che aspirano alla massima integrazione possibile dei territori della "Nuova Russia" all'interno della Federazione Russa; un obiettivo che ha trovato un primo "successo" nell'annessione alla Russia (non riconosciuta internazionalmente, e non forte di un controllo di fatto della totalità dei territori annessi al momento della decisione) annunciata il 30 settembre 2022, delle Repubbliche Popolari di Doneck e Lugansk, oltre che degli oblast' ucraini di Zaporižžja e Cherson.